# YY Mensae
YY Mensae eller HD 32918, är en ensam stjärna belägen i mellersta delen av stjärnbilden Taffelberget. Den har en varierande skenbar magnitud av 8,60 - 8,89 och kräver en handkikare eller ett mindre teleskop för att kunna observeras. Baserat på parallax enligt Gaia Data Release 3 på ca 4,56 mas beräknas den befinna sig på ett avstånd av ca  715 ljusår (ca  219 parsec) från solen. Den rör sig närmare solen med en heliocentrisk radialhastighet av ca -8,5 km/s.

## Observation
YY Mensae var sedan 1970-talet känd för att ha ett ovanligt spektrum, men dess variation observerades inte förrän på 1980-talet. Collier (1982) fann att den var en FK Comae Berenices-variabel, en klass av snabbt roterande jättestjärnor. Efter ytterligare några år av observationer fick HD 32918 variabelbeteckningen YY Mensae. En rapport från 1987 redovisade en långvarig och kraftfull utstrålning från stjärnan. Röntgenstrålning från YY Mensa har upptäckts i dess korona, vilket kan vara ett resultat av dess snabba rotation.

## Egenskaper

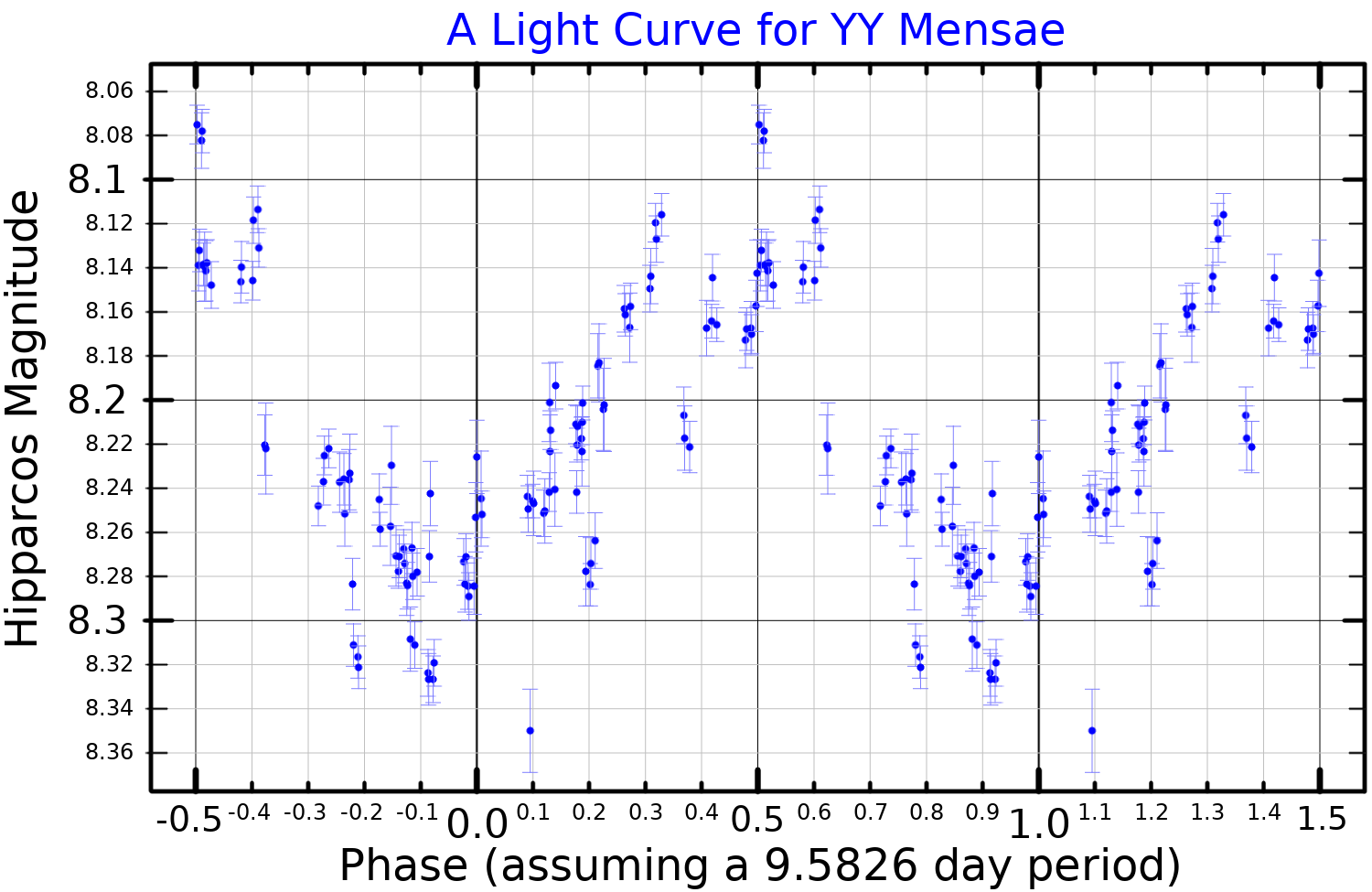
Ljuskurva för YY Mensae, plottad från Hipparcos-data.

YY Mensae är en orange till gul jättestjärna av spektralklass K1 III/I Ve, vilken anger att den är en utvecklad röd jätte med den blandade ljusstyrkan av en jättestjärna och en underjätte. Den är kromosfäriskt aktiv och emissionslinjer finns i dess spektrum. Den har en massa av ca 0,98 solmassor, en radie av ca 12,3 solradier och utsänder energi från dess fotosfär motsvarande ca 69 gånger solen vid en effektiv temperatur av ca 4 700 K. Typiskt för dess typ av stjärnor, roterar YY Mensae snabbt och har en projicerad rotationshastighet på 45 km/s. Stjärnan har metallunderskott med ett järnöverskott av bara 26 procent av solens.